# 라이언스게이트 필름스
라이언스게이트 필름스(영어: Lionsgate Films)는 미국의 영화 제작사이다. 라이언스게이트의 주요 사업부로, 북아메리카에서 가장 크고 성공한 미니메이저 영화사이다.